# Villa Rustica (Lopen)

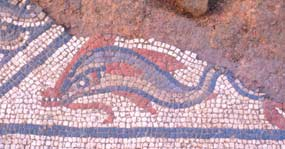
Detail des großen Mosaiks von Lopen

Die Villa Rustica von Lopen war ein römischer Gutshof (Villa rustica) am Rande des Dorfes Lopen in der Grafschaft Somerset im Südwesten Englands.
Die Villa befand sich nahe am „Fosse Way“, einer bedeutenden römischen Straße. Die Reste wurden 2001 beim Bau einer Hofzufahrt entdeckt, wobei Teile eines Mosaiks zu Tage kamen. Zwei Mosaiken und angrenzende Räume wurden darauf vom Terrain Archaeology for Somerset County Council unter der Leitung von Peter Bellamy und Alan Graham ausgegraben. Da es sich um eine Notgrabung handelte, sind nur kleine Teile der Villa ausgegraben worden. Das Aussehen der gesamten Villa ist daher nicht bekannt.
Der Bau hatte einen Portikus, der teilweise mit einem Mosaik dekoriert war, das ein Mäandermuster zeigt. Von dem Portikus führte eine Tür in zwei große Räume, die mit einem zusammenhängenden Mosaik dekoriert waren, das sich zum großen Teil gut erhalten fand und mit einer Länge von zehn Metern zu den größten aus der römischen Provinz Britannia gehört. Das Mosaik zeigt weitestgehend geometrische Muster, obwohl sich auch Bilder von einem Delfin, einem Fisch und von Kantharoi finden. Die Mosaiken wurden nach der Ausgrabung wieder zugeschüttet. Sie datieren in das 4. Jahrhundert n. Chr. und sind Arbeiten der Corinischen Schule.